# Corey Feldman
Pour les articles homonymes, voir Feldman.
Corey Feldman, né le 16 juillet 1971 à Los Angeles, est un acteur, producteur, réalisateur, chanteur et compositeur américain. Populaire pendant son adolescence, dans les années 1980, certains déboires l'ont fait tomber dans l'oubli, mais il reste célèbre pour son apparition dans Gremlins et ses rôles dans Les Goonies (Bagou/Mouth) ou Stand By Me (Teddy).

## Biographie

### Enfance
Feldman est né à Los Angeles, dans le quartier de Chatsworth. Il est le second d'une fratrie de cinq ; ses parents sont Sheila (née Goldstein) et Bob Feldman. Il a été élevé dans la religion juive, a une sœur plus âgée, Mindy, une plus jeune, Brittnie, et deux petits frères, Éden et Devin,.

### Début de carrière
Corey Feldman débute dans des spots publicitaires alors qu’il n'a que trois ans.
Sa mère est son manager durant son enfance, et son père, ex-musicien, monte finalement sa propre agence d'acteurs, qui gére essentiellement d'autres carrières d'enfants.
Plus tard, Corey Feldman avoue avoir eu des relations houleuses avec ses parents, accusant ces derniers d'avoir profité de son salaire. Ce qu'il considère comme « un abus de la responsabilité financière qui leur a été donnée » pousse Corey à les attaquer en justice et à s'émanciper dès l'âge de quinze ans.
L'année 1984 marque un tournant définitif dans sa carrière : après un rôle mineur dans Gremlins, il se fait remarquer en incarnant le jeune Tommy Jarvis dans le film Vendredi 13 : Chapitre final (rôle qu'il reprend l'année suivante dans la suite Vendredi 13 : Une nouvelle terreur pour les séquences où il apparaît enfant).

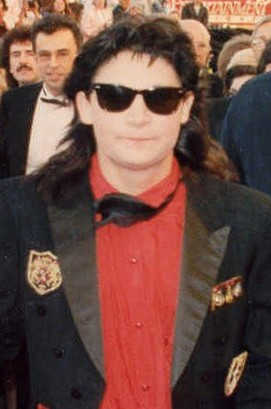
Corey Feldman en 1989, à la des Oscars.

Il connaît, durant la seconde moitié des années 1980, une période particulièrement faste. Son premier grand rôle est celui de Mouth Devereaux dans Les Goonies, produit par Steven Spielberg et sorti en 1985 ; il y fréquente Josh Brolin et Sean Astin, qui sont également au début de leur carrière. Il enchaîne ensuite en 1986 avec l'un des rôles principaux de Stand by me (Compte sur moi), un drame intimiste sur l'enfance, aux côtés de River Phoenix.
En 1987, Corey Feldman joue le rôle d'Edgar Frog, un jeune garçon autoproclamé chasseur de vampires dans le film de Joel Schumacher The lost boys (Génération perdue), dont les rôles principaux sont tenus par Jason Patric et Kiefer Sutherland. Le film est bien accueilli par la critique, et marque de plus le début de sa fameuse collaboration avec Corey Haim. Le tandem qu’ils forment fréquemment par la suite fait d'eux des idoles auprès des adolescents, au point qu'ils sont bientôt connus du grand public comme « les deux Coreys » (The Two Coreys).
Entre 1988 et 1989, Haim et Feldman jouent dans deux comédies pour adolescents : License to drive (Plein pot), avec comme coactrice Heather Graham, qui est un succès commercial, et Dream a little dream. Des années plus tard, « les deux Corey » s’associent sur un projet de série télévisée, The Two Coreys, traitant de leur propre expérience d'enfants-vedettes.
Toujours en 1989, Corey Feldman tient l'un des rôles principaux des Les banlieusards (The ‘burbs), où il retrouve le réalisateur Joe Dante qui l'avait dirigé dans Gremlins. Il fréquente sur le tournage des acteurs à la renommée mondiale, comme Carrie Fisher et Tom Hanks.
Il poursuit sa collaboration avec Haim dans le thriller Blown away (Belle et dangereuse, 1993), National Lampoon's Last Resort (Les Vacances des maîtres plongeurs (en), 1994), Busted (en) (1996), ainsi que Dream a little dream 2 (en) (1995). Parmi ses autres rôles au cinéma et à la télévision, on peut citer Maverick (1994), La Reine des vampires (1996) ou encore Citizen Toxie: The Toxic Avenger IV (2000).

### Déclin
Durant les années 1990, en dépit de quelques succès marquants et de la voix qu’il prête au personnage de Donatello dans la série Tortues Ninja : Les Chevaliers d'écaille, la carrière de Feldman décline rapidement. Même s’il continue de tourner à une cadence vertigineuse, son crédit en tant que comédien périclite, tant en raison de ses problèmes personnels que de la qualité de ses rôles, qui se dégrade progressivement. Il joue dans de nombreux films de série B voire série Z, au point que son nom devient associé à ce type de productions, et ne parvient jamais à s'en libérer totalement,.
Il se tourne alors vers la télé-réalité. En 2005 il participe à l'émission The Surreal Life, avec notamment Gabrielle Carteris, ancienne actrice de Beverly Hills 90210, ou encore Brande Roderick, ancienne playmate et actrice,.
Entre 2008 et 2010, il reprend son rôle d'Edgar Frog dans Génération Perdue 2 et Génération Perdue 3.
En 2011, il fait une apparition dans le clip de Katy Perry : Last Friday Night.
En janvier 2012, il participe à l'émission de télé-réalité anglaise, Dancing on Ice. Il est en compétition avec notamment Heidi Range, membre du groupe Sugababes, ou avec Charlene Tilton, ancienne actrice de Dallas. Il est éliminé la 4e semaine.

### Vie personnelle

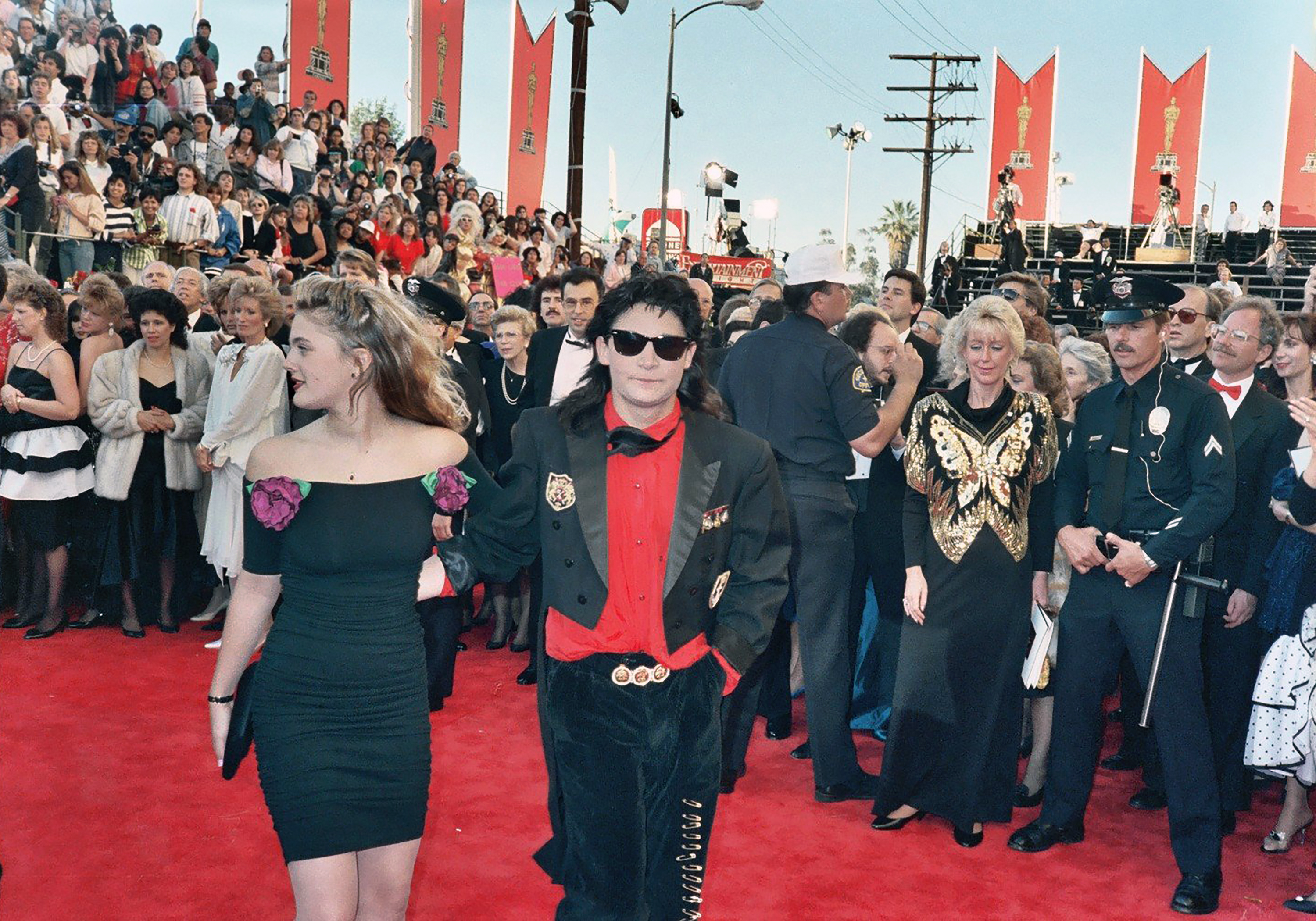
Drew Barrymore et Corey Feldman à la des Oscars.

À la fin des années 1980, il rencontre Drew Barrymore, comme lui enfant-vedette, avec laquelle il a une brève liaison.
L'année 1990 marque le début de sa déchéance professionnelle et personnelle. Feldman fait alors régulièrement la une de la presse à scandales : sa liaison avec l’actrice pornographique Amber Lynn, ses multiples arrestations pour possession de drogue, et enfin son mariage houleux avec Vanessa Marcil, font de lui une cible de choix pour les paparazzis. Il divorce de Marcil en 1993.
Entre 2002 et 2009, il a été marié avec Susie Sprague.
La mort de son meilleur ami Corey Haim, en 2010, l'attriste profondément : « Il s'agit de la perte tragique d'une âme merveilleuse, belle et tourmentée. Il sera toujours mon frère, un membre de ma famille et mon meilleur ami. Nous devrions en tirer une leçon et nous pencher sur la façon dont nous traitons les gens pendant qu'ils sont encore de ce monde. »
Ce choc le pousse à dénoncer, en 2011, l'existence d'un réseau pédophile dans le cinéma hollywoodien dont lui et Corey Haim auraient été victimes durant les années 1980 ; réseau auquel il impute par ailleurs le décès de Corey Haim.
Il précise ses accusations en 2017 dans le cadre des révélations suivant l'affaire Harvey Weinstein, et dit avoir besoin de 10 millions de dollars en donations pour réaliser un documentaire sur la pédophilie à Hollywood. Alors que la police de Santa Barbara niait jusque-là avoir des preuves, comme Corey Feldman l'affirmait, des pièces de dossiers sont finalement « retrouvées » par les autorités.
En 2019, dans le cadre de nouvelles accusations d'abus sexuels sur mineurs portées contre Michael Jackson dans le documentaire Leaving Neverland, Corey Feldman, qui a été ami avec Jackson, affiche une position très partagée et nuancée : si dans un premier temps il estime peu crédibles des accusations aussi tardives et ne cadrant pas avec la personnalité de l'homme de spectacle tel qu'il l'a connu, qui n'a jamais eu le moindre geste déplacé envers lui (bien que Feldman eût été plus âgé que les accusateurs durant la période concernée par leurs allégations), après avoir visionné le documentaire il déclare qu'il ne peut en toute conscience prendre la défense du chanteur disparu – à la fois parce que les récits semblent crédibles, abondant en détails typiques du processus de séduction perverse (grooming) à l'œuvre dans les relations pédophiles, détails par ailleurs compatibles avec la personnalité publique et privée de Michael Jackson ; parce que, du fait même de leur relation d'amitié passée, il ne saurait être pleinement objectif ; et parce que, en tant que victime d'abus lui-même, n'ayant jamais pu obtenir gain de cause et militant pour la réforme de la notion de prescription (statute of limitations) concernant les affaires de pédo-criminalité dans le système judiciaire des États-Unis, il estime primordial de prendre en considération la parole des victimes. Il trouve toutefois regrettable que ces accusations soient formulées dix ans après la mort du chanteur, et ne puissent donner lieu à un procès au cours duquel il aurait pu en répondre.
Il a été confirmé par TMZ[Qui ?] que Corey Feldman et l'acteur et artiste martial Steven Seagal sont en collaboration pour leur prochaine chanson I am the king, you are the kong.[Quand ?]

## Filmographie

### Comme acteur
- 1979 : Willa (TV) : T.C.
- 1979 : The Bad News Bears (en) (série télévisée) : Regi Tower
- 1979 : La croisière s'amuse : Charlie Hanrahan (Saison 2 Épisode 26)
- 1979 : C'était demain (Time After Time) : Garçon au musée
- 1980 : How to Eat Like a Child (en) (TV)
- 1980 : Father Figure (TV) : Bobby
- 1981 : Rox et Rouky (The Fox and the Hound) : Copper, jeune (voix)
- 1982 : Madame's Place (en) (série télévisée) : Buzzy
- 1982 : Un vrai petit ange (The Kid with the Broken Halo) (TV) : Rafe
- 1983 : Still the Beaver (en) (TV) : Corey 'Kip' Cleaver
- 1984 : Vendredi 13 : Chapitre final (Friday the 13th: The Final Chapter) : Tommy Jarvis
- 1984 : Gremlins : Pete Fountaine
- 1985 : Vendredi 13, chapitre V : Une nouvelle terreur (Friday the 13th: A New Beginning) : Tommy Jarvis à 12 ans
- 1985 : Les Goonies de Richard Donner : Clark 'Bagou' Devereaux
- 1986 : Stand by me : Teddy Duchamp
- 1987 : Génération perdue (The Lost Boys) : Edgar Frog
- 1988 : Plein Pot (License to Drive) de Greg Beeman : Dean
- 1989 : 15 and Getting Straight (TV) : Jeff Hoyt
- 1989 : Les Banlieusards (The `burbs) : Ricky Butler
- 1989 : Liberian Girl (TV) : Lui-même
- 1989 : Dream a Little Dream : Bobby Keller
- 1990 : Rock 'n' Roll High School Forever (en) : Jessie Davis
- 1990 : Exile (TV) : Schenke
- 1990 : Tortues Ninja : Les Chevaliers d'écaille (Teenage Mutant Ninja Turtles) : Donatello (voix)
- 1992 : Mariés, deux enfants : Ralph (saison 7 - épisode 2)
- 1991 : Edge of Honor (en) : Butler
- 1992 : Meatballs 4 (en) : Ricky Wade
- 1992 : Pico et Columbus : Le Voyage magique (Die Abenteuer von Pico und Columbus) : Pico (voix)
- 1992 : Round Trip to Heaven : Larry
- 1992 : Stepmonster (en) : Phlegm
- 1993 : Alarme fatale (Loaded Weapon 1) : Young Trigger-Happy Cop
- 1993 : Les Tortues Ninja 3 (Teenage Mutant Ninja Turtles III) : Donatello (voix)
- 1993 : Belle et Dangereuse (Blown Away) : Wes
- 1994 : Lipstick Camera : Joule Iverson
- 1994 : Les Vacances des maîtres plongeurs (en) (National Lampoon's Last Resort) de Rafal Zielinski : Sam
- 1994 : Maverick : voleur de banque
- 1995 : Evil Obsession (en) : Homer
- 1995 : Scorpion - La revanche des arts martiaux (A Dangerous Place) : Taylor
- 1995 : Voodoo (en) : Andy
- 1995 : Dream a Little Dream 2 (en) : Bobby Keller
- 1995 : Dweebs (en) (série TV) : Vic
- 1996 : Sliders Les Mondes Parallèles : (saison 3, épisode 3) Un Monde de Tornades : Reed
- 1996 : Busted : David
- 1996 : Red Line (en) : Tony
- 1996 : La Reine des vampires (Bordello of Blood) : Caleb Verdoux
- 1996 : South Beach Academy : Billy Spencer
- 1998 : Storm Trooper (en) : Roth
- 1998 : The Waterfront
- 1998 : 'The Thief & the Stripper
- 1998 : She's Too Tall : Doug Beckwith
- 1998 : Légion  (TV) : Siegal
- 1999 : Sonic le Rebelle (Sonic Underground) (série télévisée) : voix additionnelles (voix)
- 1999 : Born Bad : Marco
- 2000 : Ticket gagnant (The Million Dollar Kid) : Charles
- 2000 : Citizen Toxie: The Toxic Avenger IV : Sarah's Gynecologist
- 2001 : Seance : John
- 2001 : My Life as a Troll
- 2002 : Bikini Bandits : Angel Gabriel / lui-même
- 2002 : Le Loup-garou du campus (série télévisée) : lui-même
- 2004 : Serial Killing 4 Dummys (en) : Store Clerk
- 2004 : No Witness : Mark Leiter
- 2004 : Mega Robot Super Singes Hyperforce Go ! (série télévisée) : Sprx (voix)
- 2004 : Puppet Master vs. Demonic Toys (TV) : Robert Toulon
- 2004 : The Birthday (en) : Norman Forrester
- 2005 : Space Daze (vidéo) : Corey Feldman
- 2008 : Génération perdue 2 (Lost Boys: The Tribe) : Edgar Frog
- 2009 : Hooking Up : Ryan Thompson
- 2010 : Génération perdue 3 : L'origine du mal (Lost Boys: The Thirst) : Edgar Frog
- 2011 :	We Will Rock You : Samuel Stilman
- 2011 : Psych : Enquêteur malgré lui (saison 6 épisode 3) : Barman vampire
- 2012 : Six Degrees of Hell : Kyle Brenner
- 2013 : Les Tortues Ninja (série télévisée) : Slash (voix)
- 2013 : The Zombie King : Kalfu
- 2013 : Crystal Lake Memories: The Complete History of Friday the 13th : lui-même/le narrateur
- 2018 : Corbin Nash : Queeny
- 2020 : (My) Truth: The Rape of 2 Coreys : lui-même
- 2021 : 13 Fanboy : Mike Merryman

### Comme producteur
- 1991 : Edge of Honor
- 1995 : Dream a Little Dream 2
- 2010 : Génération perdue 3 : L'origine du mal (Lost Boys: The Thirst)

### Comme réalisateur
- 1996 : Busted (en)

### Comme compositeur
- 1995 : Dream a Little Dream 2
- 2010 : Génération perdue 3 : L'origine du mal (Lost Boys: The Thirst)

## Discographie

### Albums studio

#### Avec Truth Movement
- 1999 : Still Searching for Soul
- 2010 : Technology Analogy

#### En solo
- 1992 : Love Left
- 2002 : Former Child Actor
- 2016 : Angelic 2 the Core